# Phao bơi

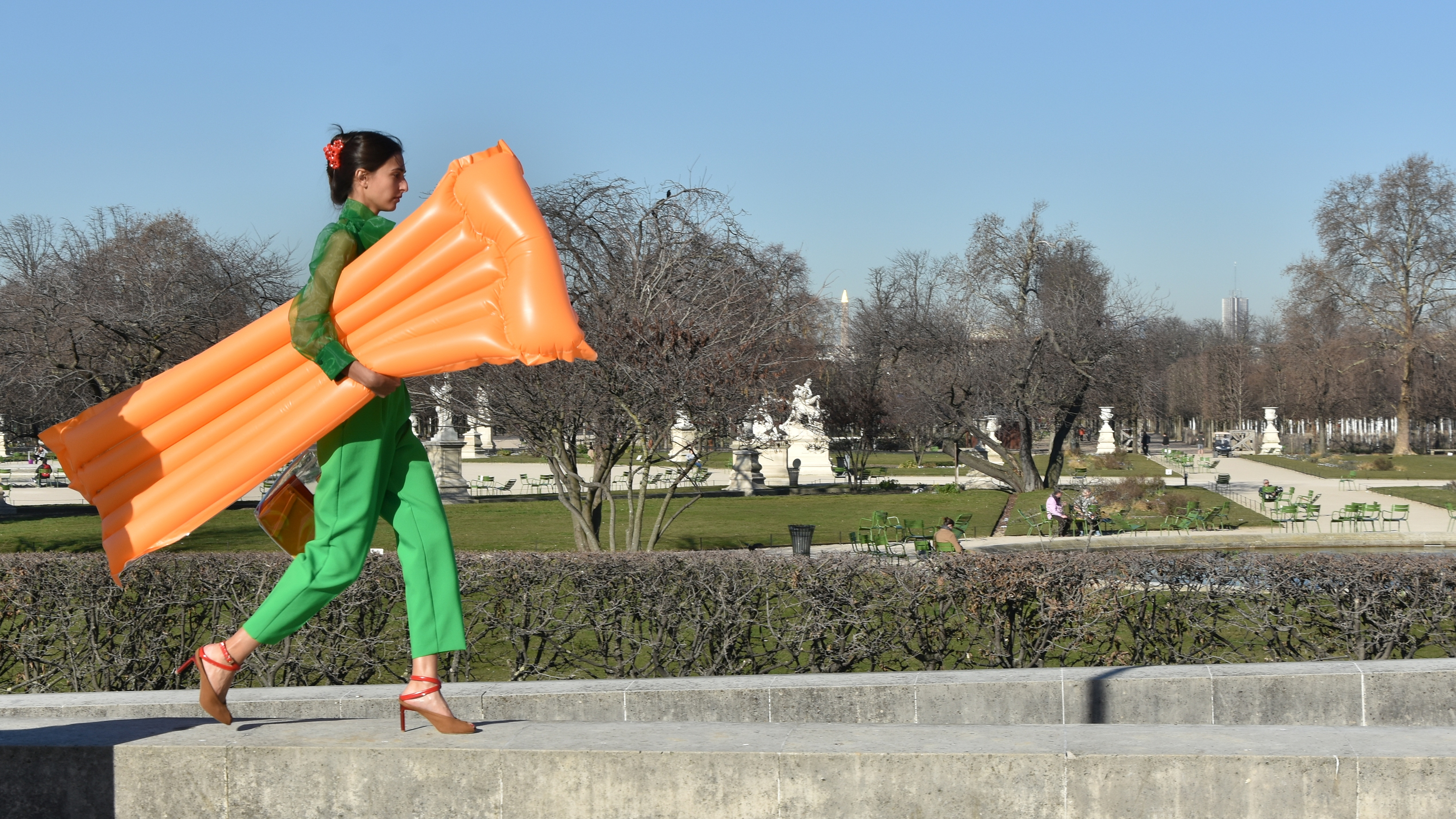
Một chiếc phao nằm thông thường

Phao bơi là thiết bị được thiết kế để sử dụng vào các mục đích bơi lội. Nhiệm vụ của phao bơi là làm nổi người bơi khi bơi ở ao hồ, sông suối, bể bơi. Phao bơi được dùng với mục đích của từng cá nhân, những người hay trẻ nhỏ bắt đầu học bơi hoặc trong khi tập thể dục để rèn luyện hoặc được dùng làm cái chơi cho vui.
Nhược điểm: Dùng phao bơi có thể vướng víu và khó chịu hơn khi bơi mà không có phao, chân người đạp mạnh hơn, dễ mệt hơn.

## Ván bơi

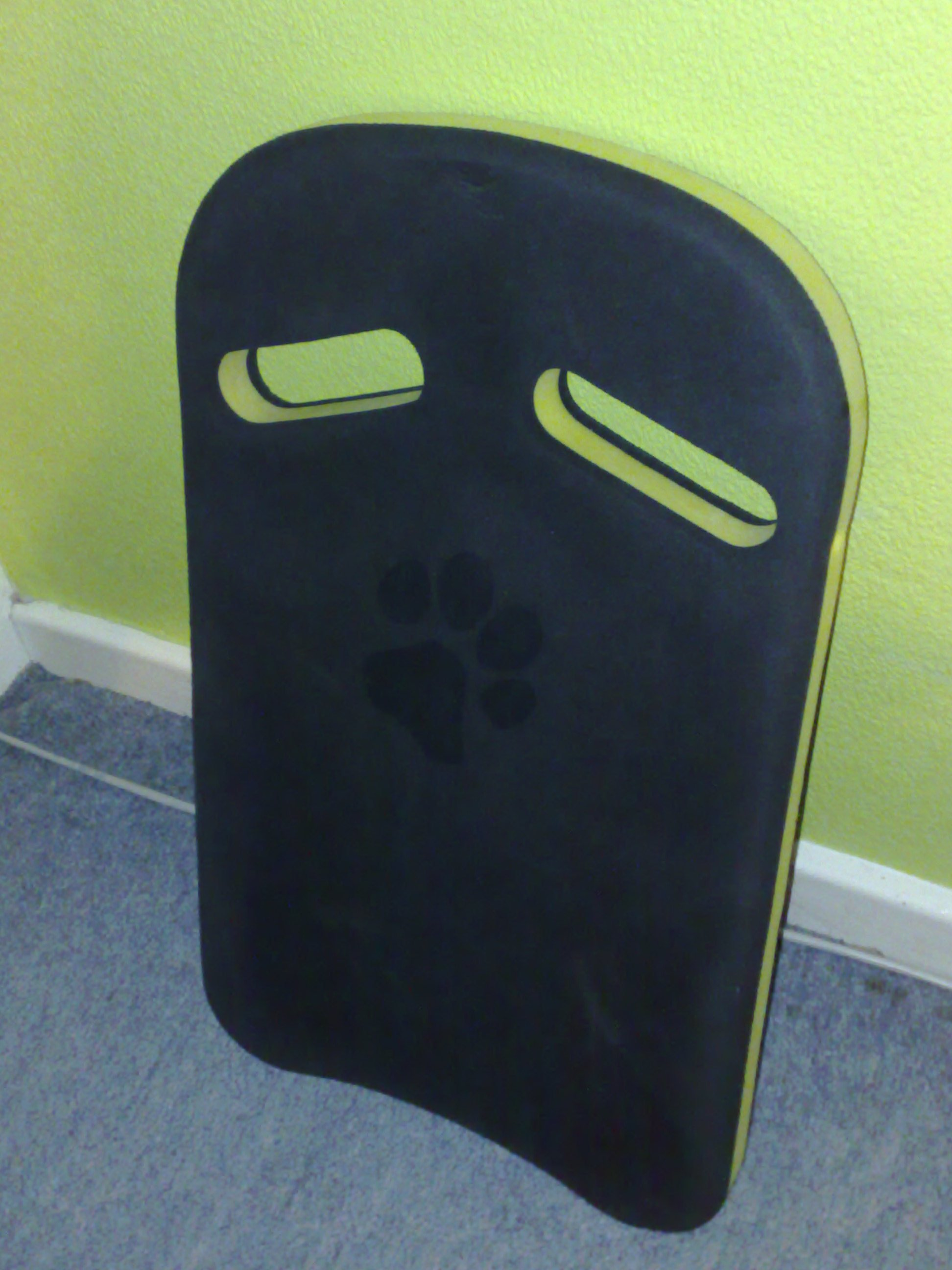
Ván bơi thông thường cũng được sử dụng để bơi vì đặc tính nổi của nó

Ván bơi (thường được gọi là ván trượt hoặc ván trượt ) là một dụng cụ hỗ trợ nổi được sử dụng để giải trí hoặc để phát triển động tác đá của vận động viên bơi lội. Chúng có thể được sử dụng cho tất cả các cú đánh nhưng lại được sử dụng cho bơi tự do, bơi bướm, bơi ếch.
Những người bơi lội ở mọi khả năng đều có thể sử dụng chúng. Những vận động viên bơi lội trẻ tuổi có thể phát triển động tác đá trong khi những vận động viên bơi lội ưu tú có thể luyện lại cú đá của mình. Chúng cũng được sử dụng để tăng cường sức mạnh cho đôi chân của vận động viên bơi lội. 